# Estanislao de Urquijo y Landaluce
Estanislao Urquijo y Landaluce(Murga, 7 de maig de 1816 – Madrid, 30 d'abril de 1889) fou un empresari i polític espanyol, alcalde de Madrid en 1883 i senador per la província d'Àvila entre 1886 i 1889. D'origen humil, va acumular una gran fortuna i una gran rellevància en l'àmbit dels ferrocarrils a l'Espanya del segle xix, sent nomenat Marquès d'Urquijo en 1871.
Va néixer a Murga el 7 de maig de 1816, Àlaba, en el si d'una família de pagesos, va estudiar a Laudio i Madrid. Va ser a la capital on es va llaurar una reputació al món de la banca i la borsa vinculat tant a cases locals com als interessos d'inversors estrangers com els Rothschild, arribant al consell del Banc d'Espanya. El desenvolupament del ferrocarril a Espanya va tenir lloc a partir de la llei de 1854 i Urquijo va forjar una fortuna com a fundador d'empreses com "Ferrocarriles del Mediodía" i en empreses navilieres. També es va beneficiar dels problemes d'un altre gran financer espanyol, el Marquès de Salamanca José de Salamanca y Mayol.
En 1871 el rei Amadeu I d'Espanya li va atorgar el Marquesat d'Urquijo. Destacat tant a la seva província natal com a la capital, va ocupar diversos càrrecs honorífics i va arribar a ser Diputat General d'Àlaba durant la Primera Guerra Carlista defensant el règim foral basc. Va ocupar també l'Alcaldia de Madrid entre l'11 de maig i el 17 de setembre de 1883 i va ser Senador en 1886. Va mantenir una estreta amistat amb el Governador bascòfil Miguel Rodríguez Ferrer autor del llibre Los Vascongados, on figura la dedicatòria al seu amic el Marquès d'Urquijo.
Va morir el 30 d'abril de 1889 en Madrid, al seu domicili del carrer de la Montera núm 22 on actualment pot veure's una placa commemorativa dedicada per la Societat d'Escriptors i Artistes en 1890.
El Marquès d'Urquijo té un carrer a Madrid, que desemboca en el Passeig del Pintor Rosales. La seva denominació va substituir l'antic carrer d'Areneros i fou un acord municipal del 8 de març de 1889.